# 尿苷二磷酸半乳糖
尿苷二磷酸半乳糖（英語：Uridine diphosphate galactose，UDP-半乳糖）是一种生成多糖过程的中间产物，也是核苷酸糖代谢中的重要物质，是转移酶B4GALT5的底物。